# HMS Kempthorne (K483)
HMS Kempthorne (K483) là một tàu frigate lớp Captain của Hải quân Hoàng gia Anh hoạt động trong Chiến tranh Thế giới thứ hai. Nó nguyên được Hoa Kỳ chế tạo như chiếc USS Trumpeter (DE-279), một tàu hộ tống khu trục lớp Evarts, và chuyển giao cho Anh Quốc theo Chương trình Cho thuê-Cho mượn (Lend-Lease). Nó là chiếc tàu chiến duy nhất của Hải quân Anh được đặt tên theo Đô đốc Sir John Kempthorne (khoảng 1620–1679), người từng tham gia các cuộc Chiến tranh Anh-Hà Lan thứ hai và thứ ba. Nó đã phục vụ cho đến khi chiến tranh kết thúc tại Châu Âu, hoàn trả cho Hoa Kỳ năm 1945 nhưng rút biên chế và xóa đăng bạ ngay sau đó, và cuối cùng bị bán để tháo dỡ vào năm 1946.

## Thiết kế và chế tạo
Những tàu frigate lớp Captain thuộc phân lớp Evarts có chiều dài chung 289 ft 5 in (88,21 m), mạn tàu rộng 35 ft 1 in (10,69 m) và độ sâu mớn nước khi đầy tải là 8 ft 3 in (2,51 m). Chúng có trọng lượng choán nước tiêu chuẩn 1.140 tấn Anh (1.160 t); và lên đến 1.430 tấn Anh (1.450 t) khi đầy tải. Hệ thống động lực bao gồm bốn động cơ diesel General Motors Kiểu 16-278A nối với bốn máy phát điện để vận hành hai trục chân vịt; công suất 6.000 hp (4.500 kW) cho phép đạt được tốc độ tối đa 21 kn (24 mph; 39 km/h), và có dự trữ hành trình 4.150 nmi (4.780 mi; 7.690 km) khi di chuyển ở vận tốc đường trường 12 kn (14 mph; 22 km/h).
Vũ khí trang bị bao gồm ba pháo 3 in (76 mm)/50 cal trên tháp pháo nòng đơn có thể đối hạm hoặc phòng không, một khẩu đội 1,1 inch/75 caliber bốn nòng và chín pháo phòng không Oerlikon 20 mm. Vũ khí chống ngầm bao gồm một dàn súng cối chống tàu ngầm Hedgehog Mk. 10 (có 24 nòng và mang theo 144 quả đạn); hai đường ray Mk. 9 và tám máy phóng K3 Mk. 6 để thả mìn sâu.
USS Trumpeter (DE-279) được đặt hàng vào ngày 18 tháng 1, 1942, và được đặt lườn tại Xưởng hải quân Boston ở Boston, Massachusetts vào ngày 5 tháng 6, 1943; tên nó được đặt theo Trung úy Hải quân George Nelsom Trumpeter (1919-1942), phi công hải quân phục vụ trên tàu sân bay hộ tống USS Santee (CVE-29) và mất tích trong Chiến dịch Torch tại Bắc Phi vào ngày 8 tháng 11, 1942. Con tàu được hạ thủy vào ngày 17 tháng 7, 1943, và được chuyển giao cho Anh Quốc vào ngày 23 tháng 10, 1943, rồi nhập biên chế cùng Hải quân Hoàng gia Anh như là chiếc HMS Kempthorne (K483) vào ngày 31 tháng 10, 1943 dưới quyền chỉ huy của Hạm trưởng, Thiếu tá Hải quân Alan Brown.

## Lịch sử hoạt động

### Huấn luyện và tái trang bị
Sau khi nhập biên chế, Kempthorne tiến hành huấn luyện tại khu vực Boston trong tháng 11, 1943 trước khi lên đường đi sang khu vực Bermuda. Trong suốt tháng 12, nó tiếp tục thực hành, rồi lên đường đi Halifax, Nova Scotia để tham gia vào Đoàn tàu HX-274 hướng sang Anh. Thành phần của đoàn tàu còn bao gồm các tàu frigate Goodson (K480), Bligh (K467) và Keats (K482), vốn đã cùng tham gia thực hành tại khu vực Bermuda. Họ lên đường vào ngày 6 tháng 1, 1944, với tư cách như những thành viên của đoàn tàu vận tải chứ không như những tàu hộ tống, vì vẫn thiếu những thiết bị cần thiết và chưa được huấn luyện đầy đủ. Đi đến vùng biển Anh vào ngày 21 tháng 1, họ tách ra để đi đến Belfast, Bắc Ireland.
Tại Belfast, các con tàu được tái trang bị nhằm thay thế những thiết bị của Hải quân Hoa Kỳ không phù hợp bằng những thiết bị do Hải quân Anh thiết kế. Chúng bao gồm: la bàn con quay hồi chuyển, những hệ thống sonar mới nhất và những hệ thống định vị vô tuyến để dò tìm tọa độ tàu đối phương; phía đuôi tàu cũng được sắp xếp lại những thiết bị thả mìn sâu. Công việc tái trang bị kéo dài cho đến cuối tháng 2, và con tàu gia nhập Đội hộ tống 5 trực thuộc Bộ chỉ huy Tiếp cận phía Tây vào ngày 28 tháng 2. Nó tiếp tục chạy thử máy trong tháng 3, và được bảo trì tại Tobermory, Scotland.

### Hoạt động tại Đại Tây Dương
Kempthorne lên đường gia nhập cùng đội của nó tại Belfast vào tháng 4, 1944, phục vụ cùng các tàu frigate chị em Aylmer (K463), Bickerton (K466), Bligh (K467), Grindall (K477), Keats (K482), Tyler (K576) và Goodson. Đơn vị này đặt dưới quyền chỉ huy của Trung tá Hải quân Donald MacIntyre, người đã hoạt động nổi bật khi chỉ huy Đội hộ tống 2.
Được bố trí hoạt động cùng đội hộ tống lần đầu tiên vào ngày 21 tháng 4, Kempthorne cùng hải đội đã giúp bảo vệ cho Đoàn tàu ONS-233 hướng sang phía Tây trong hoàn cảnh thời tiết xấu. Họ tách khỏi đoàn tàu vào ngày 26 tháng 4, và gia nhập cùng tàu sân bay hộ tống Vindex (D15) và các tàu chiến khác thuộc Đội hộ tống 9, vốn đang được bố trí để bảo vệ các đoàn tàu vận tải khỏi mối đe dọa của tàu ngầm U-boat Đức quốc xã. Họ gặp gỡ Vindex và các tàu tháp tùng vào ngày 2 tháng 5, và được Vindex tiếp nhiên liệu trong các tàu chiến thuộc Đội hộ tống 9 quay trở về Canada để tiếp nhiên liệu. Sau đó Kempthorne cùng với Goodson và Keats được bố trí như những tàu bảo vệ gần cho Vindex.
Lực lượng đã hoạt động chung với Vindex trong nhiều ngày, cho đến ngày 6 tháng 5, khi Bickerton phát hiện tàu ngầm U-765. Đối thủ bị máy bay ném bom-ngư lôi Fairey Swordfish thuộc Liên đội Không lực Hải quân 825 xuất phát từ không kích, Vindex trong khi Bligh, Bickerton và Aylmer phối hợp tấn công bằng mìn sâu. Những đòn tấn công này đã buộc U-765 phải nổi lên mặt nước, và tiếp tục chịu đựng hỏa lực hải pháo từ các tàu frigate Anh. Một máy bay Swordfish cuối cùng ném hai quả mìn sâu đánh chìm được U-765. Các tàu hộ tống được tiếp nhiên liệu một lần nữa vào ngày 9 tháng 5 trước khi cùng Vindex quay trở về Clyde vào ngày 14 tháng 5.

### Hoạt động tại Khu vực Tiếp cận Tây Nam
Đội hộ tống sau đó đi đến Belfast, nơi họ được đề cử để hỗ trợ cho Chiến dịch Neptune, hoạt động hải quân trong khuôn khổ cuộc Đổ bộ Normandy. Đội được bố trí đến vịnh Moelfre thuộc khu vực Clyde vào ngày 28 tháng 5, và sang đầu tháng 6 đã di chuyển đến Khu vực Tiếp cận Tây Nam để tuần tra ngăn chặn tàu ngầm U-boat tìm cách xâm nhập vào eo biển Manche can thiệp vào cuộc đổ bộ. Trong giai đoạn này đội vẫn trực thuộc dưới quyền Tổng tư lệnh Hạm đội Nhà chứ không được phái sang Bộ chỉ huy Lực lượng Viễn chinh.
Kempthorne đang tuần tra tại vùng biển ngoài khơi Cornwall phối hợp cùng tàu frigate lớp River Mourne (K261) vào ngày 15 tháng 6, họ bị tàu ngầm U-boat U-767 tấn công. Ngư lôi phóng từ U-767 đã đánh chìm Mourne. Đến ngày 26 tháng 6, nó chứng kiến tàu chị em Bickerton tấn công đánh chìm tàu ngầm U-boat U-269. Bickerton sau được cử quay trở về Plymouth cùng những tù binh chiến tranh sống sót của chiếc U-269, và Goodson tiếp nhiệm vai trò soái hạm của đội hộ tống. Cuối ngày hôm đó đội hộ tống bị tàu ngầm U-boat U-984 tấn công, và Goodson bị hư hại nặng do trúng ngư lôi. Goodson được Bligh kéo quay trở về cảng, như hư hại nặng đến mức không thể sửa chữa hiệu quả và được xem như một tổn thất toàn bộ.

### Kế hoạch không kích thiết giáp hạmTirpitz
Kempthorne cùng đội của nó được rút khỏi nhiệm vụ tại Khu vực Tiếp cận Tây Nam vào tháng 7 và quay trở về Belfast, nơi họ được cử sang phục vụ hộ tống cho Hạm đội Nhà. Sau khi được sửa chữa và sơn lại, đơn vị lên đường đi Scapa Flow vào ngày 12 tháng 8. Họ được bố trí trong thành phần bảo vệ cho các tàu sân bay hộ tống Nabob (D77) và Trumpeter (D09) vào ngày 18 tháng 8 để tham gia Chiến dịch Goodwood, kế hoạch không kích thiết giáp hạm Tirpitz, lúc này đang thả neo tại Altenfjord, Na Uy. Tuy nhiên hoàn cảnh thời tiết xấu đã ngăn trở các hoạt động và chiến dịch bị hủy bỏ vào ngày 20 tháng 8.
Đang khi chờ đợi cho điều kiện thời tiết tốt hơn, Nabob và Bickerton đã bị tàu ngầm U-boat U-354 tấn công. Nabob bị đánh trúng nhưng có thể quay trở về Scapa Flow bằng chính động lực của mình; Bickerton cũng bị hư hại nặng. Kempthorne đã trợ giúp chuyển những người bị thương và những ai không cần thiết sang tàu của mình, nhưng cuối cùng người ta quyết định đánh đắm Bickerton; nó chìm sau khi đánh trúng ba giờ. Các con tàu quay trở lại Clyde vào ngày 30 tháng 8.
Đội hộ tống quay trở lại vai trò hộ tống vận tải tại Đại Tây Dương, phục vụ cùng Bộ chỉ huy Tiếp cận phía Tây trong tháng 9. Sang tháng 10, họ được bố trí hộ tống một đoàn tàu vận tải quân sự đi từ Anh sang Naples, và khi quay trở về vào tháng 12, họ được bố trí tại Khu trục Tiếp cận Tây Bắc để ngăn chặn tàu ngầm U-boat đối phương xuất phát từ miền Bắc Đức và Na Uy để tiến ra các tuyến đường hàng hải Bắc Đại Tây Dương.

### Hoạt động trong biển Ireland
Sang năm 1945, Kempthorne cùng đội hộ tống được bố trí tại biển Ireland và Khu trục Tiếp cận Tây Nam. Vào ngày 26 tháng 1, họ được phái đi hỗ trợ cho Đội hộ tống 4 vốn đang tấn công tàu ngầm U-boat U-1172. Cả hai đội đã tấn công trước khi HMS Aylmer húc để đánh chìm đối thủ. Sau đó cả hai đội lại hợp sức truy tìm một tàu ngầm đối phương khác được biết đang có mặt tại khu vực và là mối đe dọa cho Đoàn tàu HX-332 đang hướng đến Liverpool. Chiếc tàu ngầm U-boat  U-1051 bị HMS Keats phát hiện vào ngày 27 tháng 1, và sau đó bị HMS Bligh, Keats và Tyler đánh chìm.
Kempthorne tiếp tục được bố trí hoạt động tại Khu trục Tiếp cận Tây Bắc trong tháng 2 và tháng 3, và sau đó là một giai đoạn ở phía Tây Ireland và phía Tây Bắc Scotland trong tháng 4. Sang tháng 5, nó là một trong số hai tàu chiến Anh tiếp nhận sự đầu hàng của các tàu ngầm U-boat Đức tại Trondheim, Na Uy. Sau đó nó được đề cử hoàn trả sớm cho Hoa Kỳ, và ngừng hoạt động vào tháng 6.

### Hoàn trả, xuất biên chế và tháo dỡ
Kempthorne được hoàn trả lại cho Hoa Kỳ vào ngày 20 tháng 8, 1945, nhằm giảm bớt chi phí mà Anh phải trả cho Hoa Kỳ trong Chương trình Cho thuê-Cho mượn (Lend-Lease). Con tàu nhập biên chế cùng Hải quân Hoa Kỳ cùng ngày hôm đó như là chiếc USS Trumpeter (DE-279) và lên đường để quay trở về Hoa Kỳ. Nó về đến Philadelphia, Pennsylvania vào ngày 8 tháng 9, 1945 và được cho xuất biên chế tại Xưởng hải quân Philadelphia vào ngày 17 tháng 10, 1945. Con tàu được rút tên khỏi danh sách Đăng bạ Hải quân vào ngày 1 tháng 11, 1945 và bị bán để tháo dỡ vào ngày 28 tháng 5, 1946.